# 道の駅あいお
道の駅あいお（みちのえき あいお）は、山口県山口市秋穂東にある山口県道338号大海秋穂二島線の道の駅である。
旧秋穂町は車えび商業養殖発祥の地であり、道の駅でも車えび料理などを味わうことができる。

## 施設
- 駐車場：18台
  - 普通車：15台
  - 大型車：3台
  - 身障者用：2台
- トイレ
  - 男：大 2器、小 5器
  - 女：5器
  - 身障者用：1器
- 公衆電話：2台
- レストラン（9:30 - 18:00）
- 店舗、売店
- 郵便ポスト（小郡郵便局）

## 休館日
- 第2・4水曜日

## アクセス
- 山口県道338号大海秋穂二島線（南部海岸道路） - 登録路線
  - 山口県道25号宇部防府線

## 周辺の名所
- 秋穂八十八箇所
- 周防大橋
- 中道海水浴場
- らんらんドーム